# جزيرة بورا
جزيرة بورا هي جزيرة في أرخبيل ألور، تقع على الطرف الشرقي لجزر سوندا الصغرى. الجزيرة هي أكبر جزيرة في مضيق بانتار، الذي يفصل بين الجزيرتين الأكبر جزيرة بانتار وجزيرة ألور. تبلغ مساحة الجزيرة 27.84 كيلومتر مربع، مع تضاريس جبلية على طول الساحل الشمالي للجزيرة.
إداريًا، تتكون الجزيرة بالكامل من المنطقة الفرعية لجزيرة بورا، والتي تنقسم بدورها إلى 6 قرى. من الناحية الاقتصادية، لا تزال الجزيرة تعتمد على الزراعة وصيد الأسماك التي تستحوذ على 87٪ من القوى العاملة المحلية. يشغل جوز الهند وجوز الكاجو أكبر كمية من الأراضي الزراعية، في حين أن الذرة والكسافا هي المحاصيل الغذائية الأساسية، مع زراعة بعض الأرز أيضًا. من أصل 19 كم من الطرق في الجزيرة، تم تصنيف 18 منها على أنها طرق ترابية «شديدة التلف».
يمكن الوصول إلى الجزيرة بالقوارب البخارية من ألور، وتستغرق الرحلة حوالي 50 دقيقة. أعلى نقطة في الجزيرة عند 1015 متر، وهي حافة مخروط بركان.